# Heinrich-Schwaiger-Haus
Das Heinrich-Schwaiger-Haus ist eine Alpenvereinshütte der Kategorie I der Sektion München des Deutschen Alpenvereins. Das Schutzhaus liegt in der Glocknergruppe (Österreich) oberhalb des Stausees Mooserboden am Großen Wiesbachhorn.

## Geschichte

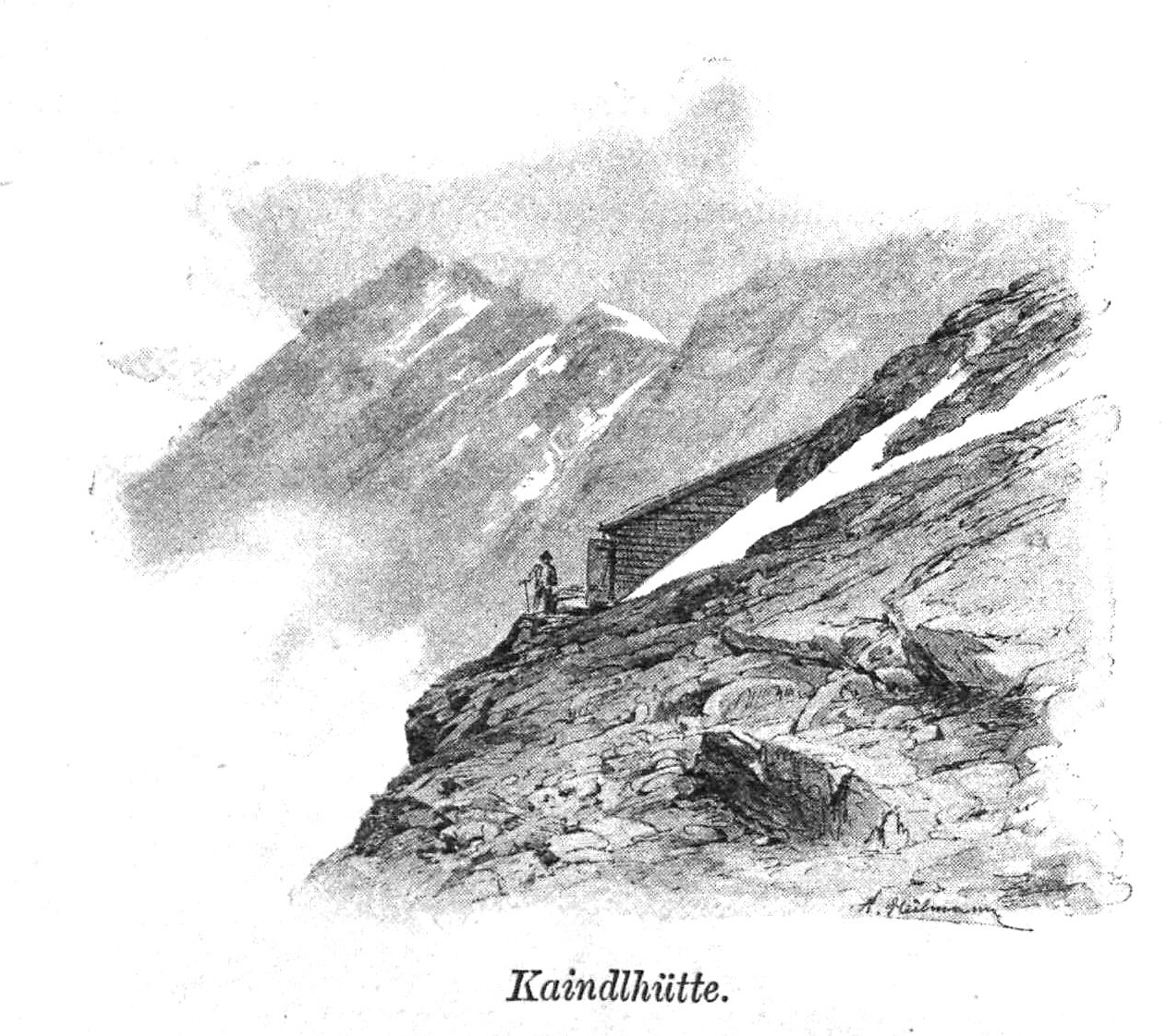
Kaindlhütte um 1894

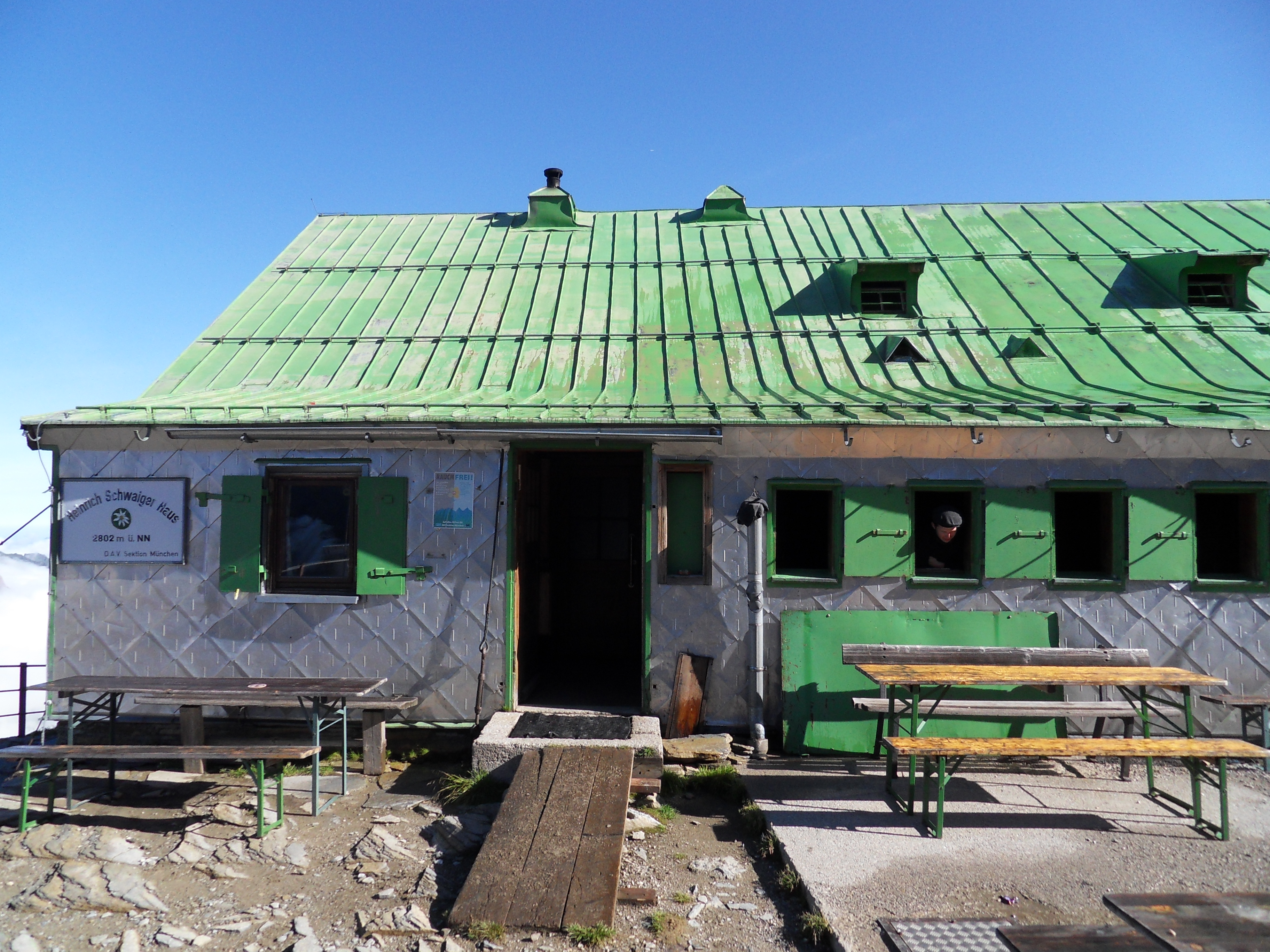
Eingangsbereich

Der Vorgänger des Heinrich-Schwaiger-Hauses, die Kaindlhütte, wurde 1872 eröffnet. Ihr Namensgeber, der Pelzhändler Albert Kaindl aus Linz, finanzierte die Baumaßnahmen. Der Standort dieser Hütte erwies sich im Nachhinein als zu feucht und machte schnell Renovierungsarbeiten notwendig. Diese wurden durch Johann Grill durchgeführt, der später als erster deutscher Bergführer und erster Wirt des Watzmannhauses Bekanntheit erlangte.
Aus diesem Grund entschied sich die Sektion München des DuOeAV im Jahr 1895 zu einem Neubau in der Nähe der alten Hütte. Die Bauleitung übernahm der Münchener Alpinist und Touristenausstatter Heinrich Schwaiger, der am 15. August 1902, einen Tag vor der geplanten Einweihung des Wiesbachhornhauses im Berghotel am Moserboden an den Folgen einer Lungenentzündung verstarb. Noch 1902 beschloss die Vollversammlung der Sektion München das fertiggestellte Schutzhaus zu Ehren seines Erbauers umzubenennen.
In den Jahren 1962 und 1963 wurde die Hütte umfangreich erweitert. Die Versorgung des Hauses erfolgte bis zum Jahre 2009 mit Hilfe einer Materialseilbahn.
Im Jahr 2011 wurde das Heinrich-Schwaiger-Haus generalsaniert und war daher geschlossen.
Nach der Generalsanierung ist das Heinrich-Schwaiger-Haus seit Juli 2012 wieder geöffnet. Es gibt aber keine Materialseilbahn mehr. Die Versorgung erfolgt jetzt ausschließlich mit Helikoptern.

## Aufstieg
Ausgangspunkt ist das Restaurant „Heidnische Kirche“ am Stausee Mooserboden, das vom Kesselfall-Alpenhaus bei Kaprun mit Pendelbussen und über den Lärchwandschrägaufzug erreichbar ist. Von dort über die Kronen der beiden Staumauern ans Ostufer und in 2½ Stunden auf Weg Nr. 718 zur Hütte.

## Touren
Das Heinrich-Schwaiger-Haus bietet sich als Stützpunkt für folgende Gipfeltouren an:
- Über den Kaindlgrat auf das Große Wiesbachhorn (3564 m). Gehzeit: 3 Stunden
- Klockerin (3422 m). Gehzeit: 3½ Stunden
- Vorderer und Hinterer Bratschenkopf (3400 m bzw. 3412 m). Gehzeit: 3 bzw. 4 Stunden

Darüber hinaus sind folgende Übergänge zu anderen Schutzhäusern möglich:
- Über die Wielinger Scharte (3265 m) zur Oberwalder Hütte (2973 m). In der Gruberscharte liegt das Gruberscharten-Biwak auf dem Weg. Gehzeit: 6 Stunden
- Ebenfalls über die Wielinger Scharte zur Schwarzenberghütte (2267 m). Gehzeit: 5 Stunden
- Über den Max-Hirschelsteig zur Gleiwitzer Hütte (2167 m). Gehzeit: 7½ Stunden
- Zum Gruberscharten-Biwak in 3 Stunden